# Pedro Herrero Rubio
Pedro Herrero Rubio (Alicante, 1904 - Barcelona, 1978) fue un médico pediatra y venerable español en proceso de canonización, puericultor del Estado, inspector de sanidad en la 'Casa de Socorro' de Alicante, jefe provincial de Puericultura y decano del Cuerpo médico de la Beneficencia de la Diputación Provincial de Alicante durante tres décadas.

## Biografía
Nació en Alicante el 29 de abril de 1904, en el pórtico de Ansaldo n.º 1 junto al Ayuntamiento de Alicante donde su padre era funcionario. Comenzó a estudiar con los Hermanos maristas pero su padre fue destinado a Orihuela en 1917 y finalizó el bachillerato en los Jesuitas compartiendo pupitre con los hermanos de quien sería su esposa. Terminados los estudios se decidió por Medicina y preparó el examen de ingreso en una academia especializada en Murcia. Cuando lo superó se trasladó a vivir a Madrid donde empezó a estudiar en 1924 en la Colegio de Cirugía de San Carlos de la Universidad Central, fue alumno del premio Nobel Santiago Ramón y Cajal y del futuro presidente Juan Negrín. Habiéndose licenciado, en 1927 se especializó en Puericultura y Partos (hoy Pediatría y Obstetricia) obteniendo el título de tocólogo en la 'Maternidad' de Madrid. Con una beca estatal se fue a estudiar a la Universidad de París donde se diplomó y asistió a congresos médicos en Bruselas.
De vuelta a Alicante solicitó el ingreso en el Colegio de Médicos y comenzó a trabajar de médico de enfermedades de la Infancia en el dispensario de la Cruz Roja Española. Mientras preparó oposiciones y obtuvo plaza en 1929 de médico puericultor de la Beneficencia para el Hogar (huérfanos) como para el Hospital provincial; más tarde ganó las de puericultor del Estado con plaza en el dispensario del Puerto de Alicante para el cuidado de la salud de los hijos de los trabajadores portuarios. 
En el año 1931, el del advenimiento de la Segunda República Española, contrajo matrimonio con su novia desde joven, Patrocinio Javaloy Lizón, se fueron a vivir a la calle Castaños n.º 16 y, aunque no tuvieron descendencia, su fama de "médico de niños", especialmente los desfavorecidos comenzó a ser conocida en Alicante, entre otros motivos porque en muchas ocasiones no cobraba a los necesitados, les regalaba las medicinas y además les ayudaba con dinero propio, bautizándoles incluso. Durante la Guerra Civil Española en 1937 estuvo detenido en los sótanos del Palacio Provincial de Alicante, después fue trasladado a Valencia donde fue confinado en la checa de "Santa Úrsula" para ser encarcelado en el buque-prisión Rita Sister fondeado en el Puerto de Valencia. Pero en 1938 fue liberado porque mucha gente de Alicante, mayoritariamente humilde, así lo pidió y las autoridades del Frente Popular atendieron dichas peticiones. Finalizada la guerra en 1939, llegó el franquismo, y Pedro continuó trabajando por los niños que sufrieron la posguerra con un sistema parecido al de la década anterior e integrado en la Sanidad nacional, pero recuperando el esquema de «La Gota de Leche» establecido por Pascual Pérez e incluso celebrando su verbena anual para recolectar dinero con el que  alimentarlos. Como los tiempos cambiaban, para tener una visión más actualizada de la Infancia, se diplomó en Magisterio (profesor educación primaria) y fue designado miembro del 'Tribunal Tutelar de Menores'. También fundó la cofradía de "Jesús Triunfante" para la Semana Santa en Alicante que fue ideada por su padre en 1942. En aquella época aún no había Seguridad Social por lo que fue médico de adultos llamados incurables y desprovistos de medios económicos, y como tal fue uno de los fundadores en Alicante de un Cottolengo (como el del Padre J.Alegre) en 1963 y después, también con los Jesuitas, el Colegio Nazaret, «Ciudad de los Muchachos» alicantina. 
Perteneció a la 'Sociedad Valenciana de Pediatría' desde su fundación y fue considerado el padre de la Pediatría en Alicante, en el año 1970 la Diputación le otorgó la «Medalla de Oro» de la provincia de Alicante recordando que su decisión de tratar la enfermedad infecciosa llamada con el antiguo nombre de El Kala-Azar o Leishmaniosis visceral infantil, con diferente solución salvó a muchos menores, aparte de que su bondad y su solidaridad fueron apreciadas por muchos, en Alicante y hasta en el Santuario de Lourdes a donde iba asistiendo a los enfermos.

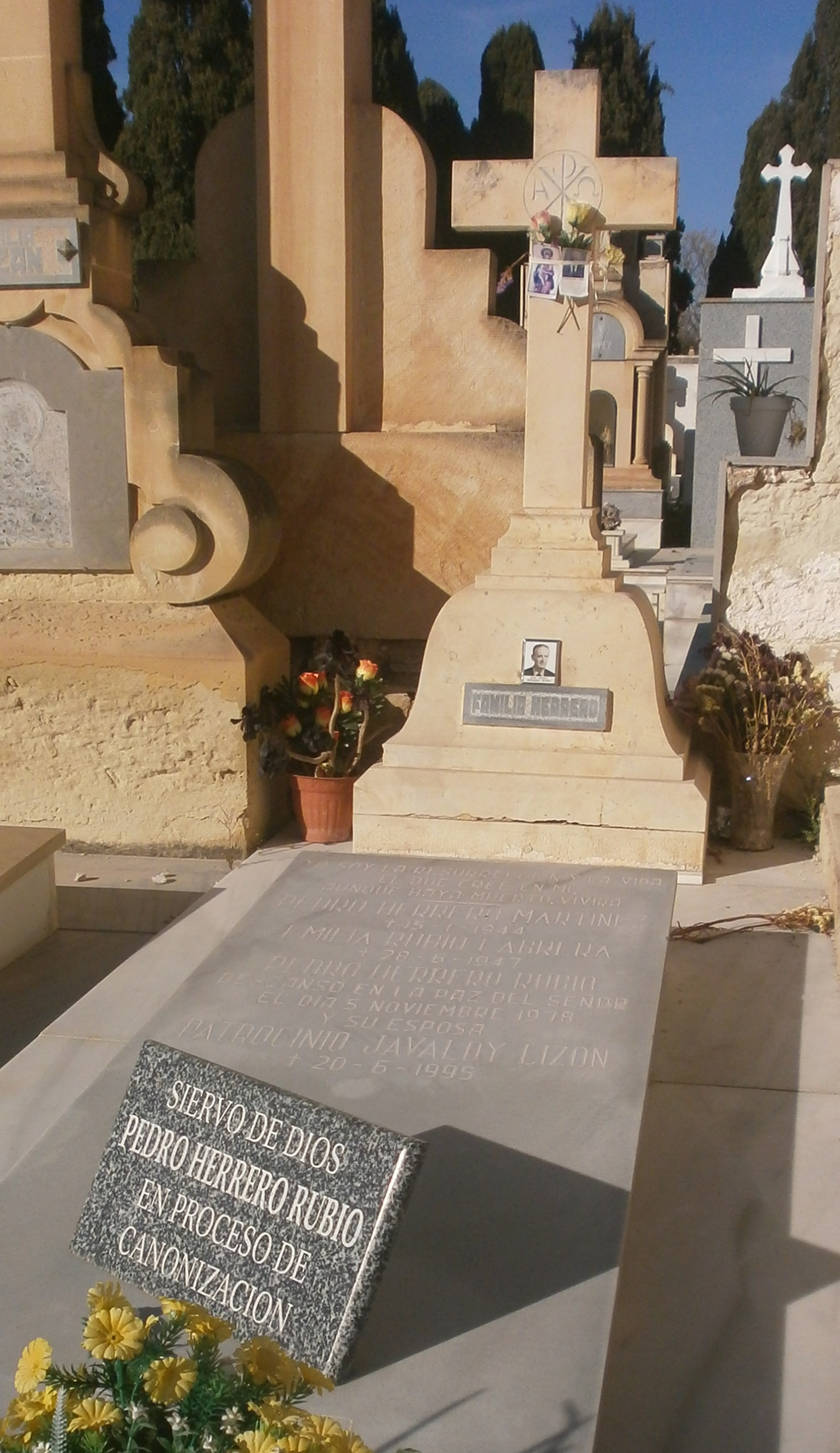
Panteón de Pedro Herrero en el Cementerio de Alicante

En 1976  después de su jubilación, fue condecorado con la «Cruz de Beneficencia de 1º clase» (Orden Civil extinta otorgada por diversos motivos, uno de los cuales lo asumió la nueva Orden Civil de Sanidad en 1983) en la onomástica del rey Juan Carlos I de España, el 24 de junio. Y continuó sirviendo gratuitamente a los desamparados hasta que sus fuerzas le fueron abandonando.
Murió el domingo 5 de noviembre de 1978 en el Hospital de la Santa Cruz y San Pablo de Barcelona acompañado de su esposa, donde se había desplazado por una revisión médica porque no se encontraba bien desde hacía días. Durante un accidentado viaje en tren sufrió una hernia por lo que fue directamente ingresado en el Hospital, se le practicó un reconocimiento exhaustivo y se le localizó una obstrucción intestinal, siendo intervenido de urgencia pero falleció en el quirófano y al día siguiente sus restos mortales fueron trasladados en ambulancia a Alicante. Este veterano de la asociación de la Adoración Nocturna fue declarado Siervo de Dios por el obispo en su misa funeral el lunes siguiente en la Concatedral de San Nicolás de Bari de Alicante a causa del clamor popular, y poco después abrió el largo proceso de canonización (que se compone de diferentes etapas y la primera es Siervo). Además el  Ayuntamiento de Alicante le puso su nombre a una calle, la Real Academia Nacional de Medicina le dedicó una mención al año siguiente de su fallecimiento, y la Autoridad Portuaria de Alicante colocó un monolito coronado por una escultura con su efigie el año 1983 en el jardín en el que estuvo el edificio donde pasaba consulta médica para los trabajadores de la institución.
El 27 de febrero de 2017 el papa Francisco lo declaró Venerable (segundo estadio) por la opción de sus "virtudes heroicas" e inició la beatificación de Pedro Herrero junto con otras personas. Y ese mismo año el Colegio de Médicos de Alicante le rindió homenaje póstumo.